# Skarga kasacyjna (polskie postępowanie sądowoadministracyjne)
Skarga kasacyjna – zwyczajny środek odwoławczy o charakterze dewolutywno-suspensywnym, przysługujący od orzeczenia wydanego w postępowaniu administracyjnosądowym przez sąd I instancji (wyroku lub postanowienia kończącego postępowanie w sprawie). Możliwość wniesienia skargi kasacyjnej uzależniona jest od istnienia przesłanek jej dopuszczalności oraz oparcia jej na określonych ustawowo przesłankach. Istotą tego środka odwoławczego jest doprowadzenie do skontrolowania przez Naczelny Sąd Administracyjny prawidłowości zastosowania i wykładni przepisów prawa oraz zachowania wymogów formalnych postępowania i w efekcie doprowadzenie do uchylenia zaskarżonego orzeczenia.

## Ustawowe przesłanki dopuszczalności

### Przesłanki dopuszczalności w ogólności
Skarga kasacyjna przysługuje tylko, jeżeli zachodzą określone okoliczności nazywane w nauce przesłankami procesowymi. Na podstawie uregulowań zawartych w ustawie – Prawo o postępowaniu przed sądami administracyjnymi, dopuszczalność kasacji uzależniona jest od:
- ustawowej dopuszczalności ze względu na rodzaj orzeczenia,
- złożenia przez podmiot do tego legitymowany,
- dochowania wymogu przymusu adwokacko-radcowskiego,
- zachowania przypisanej prawem formy,
- wniesienia w przepisanym prawem terminie.

### Ustawowa dopuszczalność ze względu na rodzaj orzeczenia
Skargę kasacyjną można wnieść tylko od takiego orzeczenia Wojewódzkiego Sądu Administracyjnego, na zaskarżenie którego w ten sposób pozwala ustawa – Prawo o postępowaniu przed sądami administracyjnymi.
Skargą kasacyjną zaskarżony może być każdy wyrok Wojewódzkiego Sądu Administracyjnego, czyli zarówno wyrok uwzględniający skargę, jak i ją oddalający. Art. 173 § 1 administracyjnosądowej ustawy procesowej zaznacza jednak, że zaskarżenie takie jest możliwe, "chyba że przepis szczególny stanowi inaczej". Mimo tego zastrzeżenia ustawa nie zawiera jednak żadnego przepisu ograniczającego możliwość zaskarżenia wyroku WSA. W toku prac nad ustawą pomysły takich rozwiązań jednak się pojawiały. Zaskarżeniu podlegają też postanowienia kończące postępowanie w sprawie, czyli takie, których wydanie zamyka drogę do wydania w sprawie wyroku. Do postanowień tych należą: postanowienie o odrzuceniu skargi, o umorzeniu postępowania, o odrzuceniu skargi kasacyjnej i o odrzuceniu wniosku o wznowienie postępowania. Podobnie jak w przypadku wyroków, tak w przypadku postanowień kończących postępowanie w sprawie skarga kasacyjna do NSA przysługuje, jeżeli przepis szczególny nie stanowi inaczej. To zastrzeżenie powoduje, że z wymienionych powyżej postanowień kończących postępowanie w sprawie skargą kasacyjną nie może być zaskarżone postanowienie o odrzuceniu skargi kasacyjnej, gdyż, zgodnie z art. 194 § 1 pkt 7 ustawy, wnoszony jest od niego środek odwoławczy w postaci zażalenia.

### Złożenie przez podmiot legitymowany
Kolejną przesłanką jest złożenie skargi kasacyjnej przez osobę do tego legitymowaną. Na mocy art. 173 § 2 skargę kasacyjną może wnieść strona, prokurator, Rzecznik Praw Obywatelskich, Rzecznik Praw Dziecka lub Rzecznik Małych i Średnich Przedsiębiorców.
To, kogo nazywa się stroną w postępowaniu administracyjnosądowym, określa art. 32, stanowiąc, że stronami są skarżący, czyli podmiot uprawniony na podstawie art. 50 § 1 do złożenia skargi, który z uprawnienia tego skorzystał, oraz organ, którego działanie lub bezczynność jest przedmiotem skargi. Sam jednak art. 32 też nie wyczerpuje pojęcia strony. W myśl art. 12 ilekroć w ustawie mowa jest o stronie rozumieć przez to należy także uczestnika postępowania, czyli:
- osobę, która brała udział w postępowaniu administracyjnym, a nie wniosła skargi, jeżeli wynik postępowania sądowego dotyczy jej interesu prawego (uczestnik postępowania na prawach strony – art. 33 § 1);
- osobę, która nie brała udziału w postępowaniu administracyjnym, jeżeli wynik postępowania sądowego dotyczy jej interesu prawego, a także organizację społeczną, o której mowa w art. 25 § 4, w sprawach innych osób, jeżeli sprawa dotyczy zakresu jej działalności statutowej, jeżeli zgłosiła swój udział w charakterze uczestnika, a sąd postanowieniem nie odmówił dopuszczenia jej do tego udziału (uczestnik postępowania – art. 33 § 2).

### Przymus adwokacko-radcowski
Skarga kasacyjna musi być także sporządzona przez osobę do tego uprawnioną (tzw. przymus adwokacko-radcowski).
Od przymusu adwokacko-radcowskiego przewidziane są jednak pewne wyjątki. Na mocy art. 175 § 2 skargę kasacyjną może sporządzić sędzia, prokurator, notariusz albo profesor lub doktor habilitowany nauk prawnych, będący stroną, jej przedstawicielem lub pełnomocnikiem. Przymus adwokacko-radcowski nie obowiązuje też, jeśli stroną jest Prokuratorii Generalnej Rzeczypospolitej Polskiej albo gdy Prokuratoria Generalna zastępuje w postępowaniu organy administracji rządowej, państwowe jednostki organizacyjne lub Skarb Państwa. Zgodnie z art. 175 § 3, skarga kasacyjna może być sporządzona przez doradcę podatkowego – w sprawach obowiązków podatkowych oraz przez rzecznika patentowego – w sprawach własności przemysłowej.

### Zachowanie wymaganej przepisami prawa formy
Podstawą dla wyróżnienia tej przesłanki dopuszczalności skargi kasacyjnej jest treść art. 176, która mówi, że "skarga kasacyjna powinna czynić zadość wymaganiom przypisanym dla pisma w postępowaniu sądowym oraz zawierać oznaczenie zaskarżonego orzeczenia ze wskazaniem, czy jest ono zaskarżone w całości, czy w części, przytoczenie podstaw kasacyjnych i ich uzasadnienie, wniosek o uchylenie lub zmianę orzeczenia z zaznaczeniem zakresu żądanego uchylenia lub zmiany". Powyższy przepis pozwala podzielić wymagania stawiane skardze kasacyjnej na dwie grupy, nazywane w nauce:
- wymaganiami formalnymi skargi kasacyjnej;
- wymaganiami materialnymi skargi kasacyjnej.

#### Wymagania formalne
Przez wymagania formalne skargi kasacyjnej rozumie się wymagania stawiane każdemu pochodzącemu od strony pismu procesowemu, a zawarte w art. 46 i 47. Zgodnie z nimi skarga kasacyjna powinna zawierać:
- oznaczenie Naczelnego Sądu Administracyjnego jako sądu, do którego skarga jest kierowana;
- wskazanie imion i nazwisk lub nazw stron, ich przedstawicieli ustawowych i pełnomocników;
- oznaczenie pisma jako: "skarga kasacyjna";
- podpis strony, jej przedstawiciela ustawowego lub pełnomocnika;
- wymienienie załączników;
- dołączone odpisy skargi kasacyjnej oraz odpisy załączników do doręczenia ich stronom;
- dołączone pełnomocnictwo, jeżeli skargę kasacyjną wnosi pełnomocnik, który uprzednio pełnomocnictwa nie złożył.

#### Wymagania materialne
Do wymagań materialnych stawianych skardze kasacyjnej zalicza się wymóg:
- oznaczenia zaskarżonego orzeczenia ze wskazaniem czy jest ono zaskarżone w całości, czy w części;
- przytoczenia podstaw kasacyjnych i ich uzasadnienia;
- zawarcia w niej wniosku o uchylenie lub zmianę orzeczenia z oznaczeniem zakresu żądanego uchylenia lub zmiany.

#### Różnice w skutkach braków odnośnie do wymagań formalnych i materialnych
Przyjęcie podziału na wymagania formalne i materialne ma bardzo doniosłe znaczenie ze względu na fakt, że braki, którymi skarga kasacyjna może być dotknięta, w zakresie każdej z tych dwóch grup wymagań wywołują różne skutki.
W przypadku niespełnienia wymagań formalnych skutkiem powinno być uruchomienie przez sąd administracyjny pierwszej instancji postępowania mającego na celu usunięcie tego braku, poprzez wezwanie wnoszącego skargę kasacyjną do jej poprawienia lub uzupełnienia w wyznaczonym terminie. W razie gdyby wnoszący nie uzupełnił lub nie poprawił w wyznaczonym terminie istniejących braków, skarga taka ulega na mocy art. 178 odrzuceniu.
Z kolei niedopełnienie przez wnoszącego skargę wymagań określanych jako materialne oznacza konieczność bezwzględnego odrzucenia przez wojewódzki sąd administracyjny takiej skargi. Ustawa nie przewiduje bowiem w takim przypadku, mimo wysuwanych w toku prac legislacyjnych propozycji przyjęcia bardziej liberalnych regulacji, możliwości konwalidacji skargi kasacyjnej poprzez jej uzupełnienie lub poprawienie.

### Termin do wniesienia skargi kasacyjnej
Ostatnią przesłanką jest wniesienie skargi kasacyjnej w ustawowym terminie, który, w myśl art. 177 § 1, wynosi trzydzieści dni od dnia doręczenia stronie odpisu orzeczenia wraz z uzasadnieniem. Nie jest więc możliwe wniesienie skargi kasacyjnej przed doręczeniem stronie powyższych dokumentów – skarga taka zostałaby uznana za przedwczesną i w efekcie odrzucona. Doręczenie stronom odpisu orzeczenia wraz z uzasadnieniem może następować:
- z urzędu – dzieje się tak w przypadku:
  - postanowień, od których przysługuje stronie wniesienie środków zaskarżenia (art. 163 § 1 i 2)
  - wyroków (art. 142 § 1 w zw. z 141 § 1), z wyjątkiem sytuacji opisanej w art. 141 § 2
- na wniosek strony wniesiony w terminie 7 dni od dnia ogłoszenia lub doręczenia stronie odpisu sentencji – jeżeli sąd oddalił skargę (art. 141 § 2). W tym przypadku odpis wyroku uzasadnieniem doręcza się tylko stronie, która złożyła taki wniosek (art. 142 § 2).

W myśl art. 177 § 2 trzydziestodniowy termin do wniesienia skargi kasacyjnej wiąże również prokuratora, Rzecznika Praw Obywatelskich i Rzecznika Praw Dziecka.
Zgodnie z treścią art. 177 § 1 wniesienie skargi kasacyjnej powinno nastąpić za pośrednictwem sądu, który wydał zaskarżone orzeczenie.

## Podstawy skargi kasacyjnej
Skarga kasacyjna powinna być oparta na jednej z dwóch podstaw kasacyjnych. Przez pojęcie podstaw kasacyjnych rozumieć należy ustawowo określone rodzaje błędów i uchybień popełnionych w ocenie wnoszącego skargę kasacyjną przez sąd pierwszej instancji. Skarżący może wykazywać błędy tego sądu tylko w granicach określonych w ustawie podstaw kasacyjnych.
Podstawy skargi kasacyjnej stanowią nie tylko jej najważniejszy wymóg formalny, ale decydują także o jej istocie i charakterze. Naczelny Sąd Administracyjny przy rozpoznawaniu skargi kasacyjnej jest związany jej granicami (art. 183 § 1), co oznacza, że przedmiotem kontroli NSA mogą być tylko te uchybienia wojewódzkiego sądu administracyjnego, które skarżący zawarł w skardze kasacyjne jako jej podstawy. Wyjątek od tej zasady ustanowiony został tylko w przypadku nieważności postępowania (katalog przypadków nieważności zawiera art. 183 § 2), którą Naczelny Sąd Administracyjny zobowiązany jest brać pod uwagę z urzędu.
Podstawami kasacyjnymi są:
- naruszenie prawa materialnego przez błędną jego wykładnie lub niewłaściwe zastosowanie;
- naruszenie przepisów postępowania, jeżeli uchybienie to mogło mieć istotny wpływ na wynik sprawy.

### Naruszenie prawa materialnego
Punkt 1 art. 174 stanowi, że skargę kasacyjną oprzeć można o zarzut naruszenia przez sąd pierwszej instancji prawa materialnego przez błędną jego wykładnie, czyli mylne zrozumienie przez sąd normy prawnej wypływającej z przepisu prawa materialnego, lub niewłaściwe zastosowanie, czyli dokonanie błędnej subsumpcji stanu faktycznego pod określoną normę prawną. Często błąd wojewódzkiego sądu administracyjnego może polegać zarówno na błędnej wykładni jak i niewłaściwym zastosowaniu danego przepisu.
Kontroli Naczelnego Sądu Administracyjnego podlega prawidłowość zastosowania tylko tych przepisów administracyjnego prawa materialnego, które zostały wyraźnie w skardze wskazane. Podstawą skargi kasacyjnej nie może być więc zarzut naruszenia np. "ustawy z dnia..." lub "rozdziały X ustawy z dnia...". W sytuacji w której błąd sądu pierwszej instancji polega na niezastosowaniu przepisu, który powinien być zastosowany, w skardze kasacyjnej przepis ten powinien zostać wskazany wraz z uzasadnieniem, dla którego powinien on lec u podstaw orzeczenia. Konieczny jest także bezpośredni związek pomiędzy naruszeniem prawa materialnego a wynikiem sprawy. Fakt więc, że zaskarżone orzeczenie nie odpowiada prawu musi być efektem błędnej wykładni lub niewłaściwego zastosowania konkretnego przepisu.
Podstawa kasacyjna zawierać musi uzasadnienie, co wynika z art. 176. Całkowity jego brak stanowi podstawę do odrzucenia skargi kasacyjnej. Podczas gdy częściowe braki w tej materii prowadzić mogą tylko do nie osiągnięcia przez skarżącego zamierzonego celu.

### Naruszenie przepisów postępowania
Drugą z wymienionych w art. 174 podstaw skargi kasacyjnej jest naruszenie przepisów postępowania, jeżeli uchybienie to mogło mieć istotny wpływ na wynik sprawy. W przypadku zarzucenia orzeczeniu sądu pierwszej instancji przez skarżącego naruszenia przepisów prawa zarówno materialnego, jak i procesowego, w pierwszej kolejności rozpoznawane są te ostatnie zarzuty.
Uchybienia proceduralne mogą stanowić podstawę skargi kasacyjnej tylko wówczas, gdy mogą mieć istotny wpływ na wynik sprawy. Oznacza to, że po pierwsze pomiędzy uchybieniem procesowym a wynikiem sprawy zachodzić ma związek kauzalny. Nie ma jednak konieczności udowadniania, że związek taki faktycznie miał miejsce. Wystarczy, że ów hipotetyczny związek przyczynowy zostanie uprawdopodobniony, czyli że strona wykaże, że przy braku wskazanego w podstawie kasacyjnej naruszenia przepisu postępowania, istniała sama tylko potencjalna możliwość odmiennego wyniku sprawy. Wpływ wywierany przez takie uchybienie musi być jednak istotny. To jaki wpływ jest istotny, a jaki nie, pozostawione zostało do rozstrzygnięcia praktyce sądowej.
Powyższe nie dotyczy jednak sytuacji w której skarżący zarzuca orzeczeniu takie uchybienie przepisom proceduralnym, które skutkuje orzeczeniem nieważności postępowania. W tym bowiem przypadku, w związku z faktem, że Naczelny Sąd Administracyjny powinien i tak brać nieważność postępowania pod uwagę z urzędu, nie ma potrzeby nie tylko wykazywania istotności wpływu uchybienia na wynik sprawy, ale także w ogóle istnienia tegoż wpływu.
Przez "przepisy postępowania" rozumiane są przepisy postępowania przed sądami administracyjnymi. Tylko naruszenie tych przepisów może stanowić podstawę skargi kasacyjnej. Naruszenie przepisów procedury administracyjnej możliwe jest jednak przez zarzucenie sądowi pierwszej instancji naruszenia procedury administracyjnosądowej przez nieuwzględnienie (lub uwzględnienie) skargi mimo naruszenia (lub braku takie naruszenia) przepisów proceduralnych przez organ w toku postępowania administracyjnego.

## Postępowanie ze skargi kasacyjnej

### Postępowanie przed wojewódzkim sądem administracyjnym
Sądem, do którego skarżący powinien wnieść skargę kasacyjną jest sąd, który wydał zaskarżone orzeczenie. Sąd ten dokonuje szeregu czynności określanych jako postępowanie wstępne. Istotą postępowania wstępnego jest zbadanie dopuszczalności skargi kasacyjnej. Badaniu podlega to, czy wniesiona została:
- przez uprawniony do tego podmiot;
- od orzeczenia, które mogło być zaskarżone przy pomocy tego środka odwoławczego;
- z zachowaniem ustawowego terminu;
- z zachowaniem przewidzianych przez ustawę wymogów w kwestii formy.

Badanie to może dotyczyć tylko strony formalnej skargi kasacyjnej. Do rozstrzygania o merytorycznej dopuszczalności skargi kasacyjnej uprawniony jest wyłącznie Naczelny Sąd Administracyjny. Badanie dopuszczalności skargi kasacyjnej powinno rozpocząć się od przesłanek, które nie podlegają konwalidacji i powodują bezwzględną bezskuteczność dokonanej czynności procesowej. W przypadku stwierdzenia braków wojewódzki sąd administracyjny ma dwie możliwości, przedstawione przy omawianiu różnic w skutkach braków odnośnie do wymagań formalnych i materialnych.
Strona przeciwna stronie wnoszącej skargę kasacyjną może, w terminie 14 dni od dnia doręczenia jej odpisu skargi, wnieść do wojewódzkiego sądu administracyjnego odpowiedź na tę skargę. W sytuacji, w której nie upłynął jeszcze termin do wniesienia skargi kasacyjnej, istnieje możliwość połączenia przez stronę wnoszącą odpowiedź na skargę kasacyjną tejże odpowiedzi z własną skargą kasacyjną. Odpowiedź na skargę doręcza się skarżącemu.
Postępowanie przed wojewódzkim sądem administracyjnym kończy się przedstawieniem skargi kasacyjnej wraz z odpowiedzią na nią oraz aktami sprawy Naczelnemu Sądowi Administracyjnemu.

### Postępowanie przed Naczelnym Sądem Administracyjnym

#### Postępowanie przygotowawcze
Postępowanie przed Naczelnym Sądem Administracyjnym rozpoczyna się, na podstawie art. 180, od ponownego dokonania kontroli skargi kasacyjnej w zakresie zachowania terminu do jej wniesienia i wymagań formalnych. Kontrolą objęta jest też kwestii zasadności ewentualnego przywrócenia terminu do wniesienia skargi kasacyjnej lub wpisu od tej skargi. Kontroli dokonuje sąd w składzie jednego sędziego.
W przypadku stwierdzenia uchybień, które nie mogą zostać usunięte, Naczelny Sąd Administracyjny odrzuca skargę kasacyjną. Odrzucenie skargi zamyka postępowanie, ponieważ nie przysługuje od niego zwyczajny środek zaskarżenia. Natomiast stwierdzenie uchybień podlegających naprawie skutkuje zwrotem skargi kasacyjnej wojewódzkiemu sądowi administracyjnemu. Powstaje wówczas konieczność uruchomienia przez ten sąd procedury wezwania strony wnoszącej skargę kasacyjną do uzupełnienia jej braków. Do wezwania takiego nie jest bezpośrednio uprawniony Naczelny Sąd Administracyjny.
Niestwierdzenie przez Naczelny Sąd Administracyjny żadnych braków skutkuje zarządzeniem rozpoznania skargi kasacyjnej.

#### Postępowanie rozpoznawcze
Zasadą w kwestii formy postępowania rozpoznawczego przed NSA jest rozpoznawanie skargi kasacyjnej na rozprawie w składzie trzech sędziów. Ustawa zezwala jednak w art. 182 w zw. z 181 na wyjątki od tej zasady. Naczelny Sąd Administracyjny może na posiedzeniu niejawnym w składzie jednego sędziego rozpoznać skargę kasacyjną od:
- postanowienia wojewódzkiego sądu administracyjnego kończącego postępowanie w sprawie;
- wyroku, jeżeli oparta jest wyłącznie na podstawie zarzutu naruszenia przepisów postępowania i jeżeli strona, która wniosła skargę kasacyjną, zrzekła się rozprawy, zaś pozostałe strony, w terminie czternastu dni od doręczenia skargi kasacyjnej, nie zażądały przeprowadzenia rozprawy. Zrzeczenie się rozprawy może być zawarte w samej skardze kasacyjnej, a jeżeli znajduje się w osobnym piśmie, powinno zostać wniesione w terminie otwartym do wniesienia skargi kasacyjnej.

W obu przypadkach rozpoznanie sprawy przez NSA na posiedzeniu niejawnym jest fakultatywne. Jeżeli Naczelny Sąd Administracyjny dojdzie do wniosku, że mimo zaistnienia powyższych przesłanek dla wyjaśnienia sprawy konieczne jest przesłuchanie stron, wyznacza rozprawę.
Jeżeli przedmiotem skargi kasacyjnej jest wyrok wojewódzkiego sądu administracyjnego oddalający sprzeciw od decyzji, obligatoryjnie rozpoznaje się ją na posiedzeniu niejawnym. Naczelny Sąd Administracyjny powinien rozpoznać taką skargę kasacyjną w terminie trzydziestu dni od dnia wpływu.
Możliwość rozpoznawania skargi kasacyjnej na posiedzeniu niejawnym ma na celu usprawnienie i przyśpieszenie postępowania, co jest jednym z celów reformy sądownictwa administracyjnego.
W razie braku przepisów szczególnych do postępowania przed Naczelnym Sądem Administracyjnym należy stosować odpowiednio przepisy normujące postępowanie przed wojewódzkimi sądami administracyjnymi. Dotyczy to między przepisów o posiedzeniach sądu, o doręczeniach i terminach.
Postępowanie rozpoznawcze przed Naczelnym Sądem Administracyjnym ulega zawieszeniu w tych samych przypadkach co postępowanie pierwszoinstancyjne, z wyjątkiem sytuacji, w której o zawieszenie wnoszą zgodnie wszystkie strony. W tym przypadku zawieszenie ma charakter obligatoryjny (w pierwszej instancji fakultatywny).
Umorzenie zawieszonego postępowania skutkuje uprawomocnieniem się orzeczenia wojewódzkiego sądu administracyjnego (art. 130 § 2).

## Orzeczenia wydawane w postępowaniu kasacyjnym
W przypadku uwzględnienia zarzutów klasyczny środek odwoławczy o charakterze kasacyjnym skutkuje uchyleniem orzeczenia i przekazaniem sprawy sądowi niższej instancji do ponownego rozpoznania lub zakończeniem postępowania w sposób formalny, w sytuacji, w której nie ma możliwości rozpoznania sprawy co do jej istoty. Szczególny charakter skargi kasacyjnej w postępowaniu administracyjnosądowym przejawia się m.in. tym, że zawiera ona pewne cechy charakterystyczne dla apelacji.
Naczelny Sąd Administracyjny może:
- oddalić skargę kasacyjną
- uchylić orzeczenie wojewódzkiego sądu administracyjnego i:
  - odrzucić skargę skierowaną do tegoż sądu
  - umorzyć postępowanie przed tym sądem
  - przekazać temu sądowi sprawę do ponownego rozpoznania
  - rozpoznać skierowaną do tego sądu skargę
- umorzyć postępowanie przed Naczelnym Sądem Administracyjnym.

### Oddalenie skargi kasacyjnej
Zgodnie z art. 184 Naczelny Sąd Administracyjny oddala skargę kasacyjną, jeżeli:
- nie ma ona usprawiedliwionych podstaw lub
- orzeczenie mimo błędnego uzasadnienia odpowiada prawu.

Pierwszy powód oddalenia skargi kasacyjnej zachodzi w sytuacji, w której NSA dojdzie do przekonania, że nie nastąpiło naruszenie przepisów prawa, na które wskazywał skarżący oraz że brak jest również takich podstaw, które Naczelny Sąd Administracyjny zobowiązany jest brać pod uwagę z urzędu (nieważność postępowania).
Drugi z powodów oddalenia skargi podyktowany jest ekonomią procesową, gdyż uchylenie wadliwie uzasadnionego, ale trafnego orzeczenia powodowałoby, że rola sądu, który wydał zaskarżone orzeczenie, a któremu zwrócono sprawę do ponownego rozpoznania, ograniczyłaby się tylko do poprawienia uzasadnienia.
Oddalenie skargi kasacyjnej powoduje, że orzeczenia wojewódzkiego sądu administracyjnego staje się prawomocne.

### Odrzucenie skargi skierowanej do WSA lub umorzenie postępowania przed WSA
Sytuacja powyższa ma miejsce, jeżeli skarga kasacyjna wniesiona została w sprawie, w której skarga do wojewódzkiego sądu administracyjnego ulegała odrzuceniu, a mimo istnienia uzasadniających to okoliczności sąd ten przeprowadził dalsze postępowanie i wydał rozstrzygnięcie w sprawie lub też jeżeli postępowanie powinno już przed sądem pierwszej instancji zostać umorzone.
W razie zaistnienia powyższych przesłanek uchylenie orzeczenia i odrzucenie skargi lub umorzenie postępowania przez Naczelny Sąd Administracyjny jest obligatoryjne i przybrać powinno formę postanowienia. Rozstrzygnięcie takie możliwe jest w odniesieniu do zaskarżonej części orzeczenia wojewódzkiego sądu administracyjnego (związanie granicami skargi kasacyjnej) i jest niezależne od zamieszczenia wniosku o to w treści skargi kasacyjnej.

### Orzeczenie kasacyjne
Orzeczenie kasacyjne jest podstawowym sposobem rozstrzygnięcia sprawy w przypadku uwzględnienia skargi kasacyjnej i wynika z samej idei postępowania kasacyjnego. Jego istotą jest uchylenie zaskarżonego orzeczenia i przekazanie sprawy do ponownego rozpatrzenia wojewódzkiemu sądowi administracyjnemu.
Sąd, któremu sprawa została przekazana do ponownego rozpoznania, powinien rozpoznać ją ponownie w innym składzie (art. 185 § 2). Niespełnienie tego warunku prowadzić będzie, na podstawie art. 183 § 2 pkt 4, do nieważności postępowania.
Sąd pierwszej instancji, któremu przekazano sprawę, związany jest przy rozpoznawaniu danej sprawy wykładnią prawa dokonaną przez Naczelny Sąd Administracyjny. Związanie to nie może jednak wykraczać poza zakres kontroli i orzekania Naczelnego Sądu Administracyjnego, wyznaczony zasadą związania granicami skargi kasacyjnej. Związane wykładnią prawa, dokonaną przez Naczelny Sąd Administracyjny, są też strony postępowania, ponieważ skarga kasacyjna wniesiona od orzeczenia wydanego po ponownym rozpoznaniu sprawy nie może być oparta na podstawach sprzecznych z wykładnią prawa ustaloną w tej sprawie przez Naczelny Sąd Administracyjny.

### Orzeczenie reformatoryjne
W postępowaniu kasacyjnym, jak sama nazwa wskazuje, normą jest wydawanie przez sąd orzeczeń o charakterze kasacyjnym. Ustawodawca przewidział jednak także możliwość merytorycznego rozpoznania sprawy przez Naczelny Sąd Administracyjny. Art. 188 stanowi, że "jeżeli nie ma naruszeń przepisów postępowania, które mogły mieć istotny wpływ na wynik sprawy, a zachodzi jedynie naruszenie prawa materialnego, Naczelny Sąd Administracyjny może uchylić zaskarżone orzeczenie i rozpoznać skargę. W tym przypadku Sąd orzeka na podstawie stanu faktycznego przyjętego w zaskarżonym wyroku". Przepis ten stanowi pewien kompromis pomiędzy czystym systemem kasacyjnym a systemem rewizyjnym.
Wydanie orzeczenia reformatoryjnego ma charakter fakultatywny – NSA może, ale nie musi z możliwości tej skorzystać. Na przykład w przypadku stwierdzenia, że stan sprawy, ze względu na konieczność dokonania pewnych ustaleń faktycznych, nie upoważnia do stanowczego rozstrzygnięcia, Naczelny Sąd Administracyjny powinien przekazać sprawę do ponownego rozpoznania sądowi pierwszej instancji. Możliwość wydania orzeczenia reformatoryjnego nie zależy od wniosku skarżącego w tej sprawie. Jeżeli więc nawet w skardze zawarte były zarzuty naruszenia zarówno przepisów prawa materialnego jak i procesowego, a te ostatnie okażą się bezzasadne, Naczelny Sąd Administracyjny może wydać omawiane orzeczenie.
Po uchyleniu zaskarżonego orzeczenia i rozpoznaniu sprawy Naczelny Sąd Administracyjny orzeka w granicach kompetencji orzeczniczych wojewódzkiego sądu administracyjnego.